# Rio Vișeu

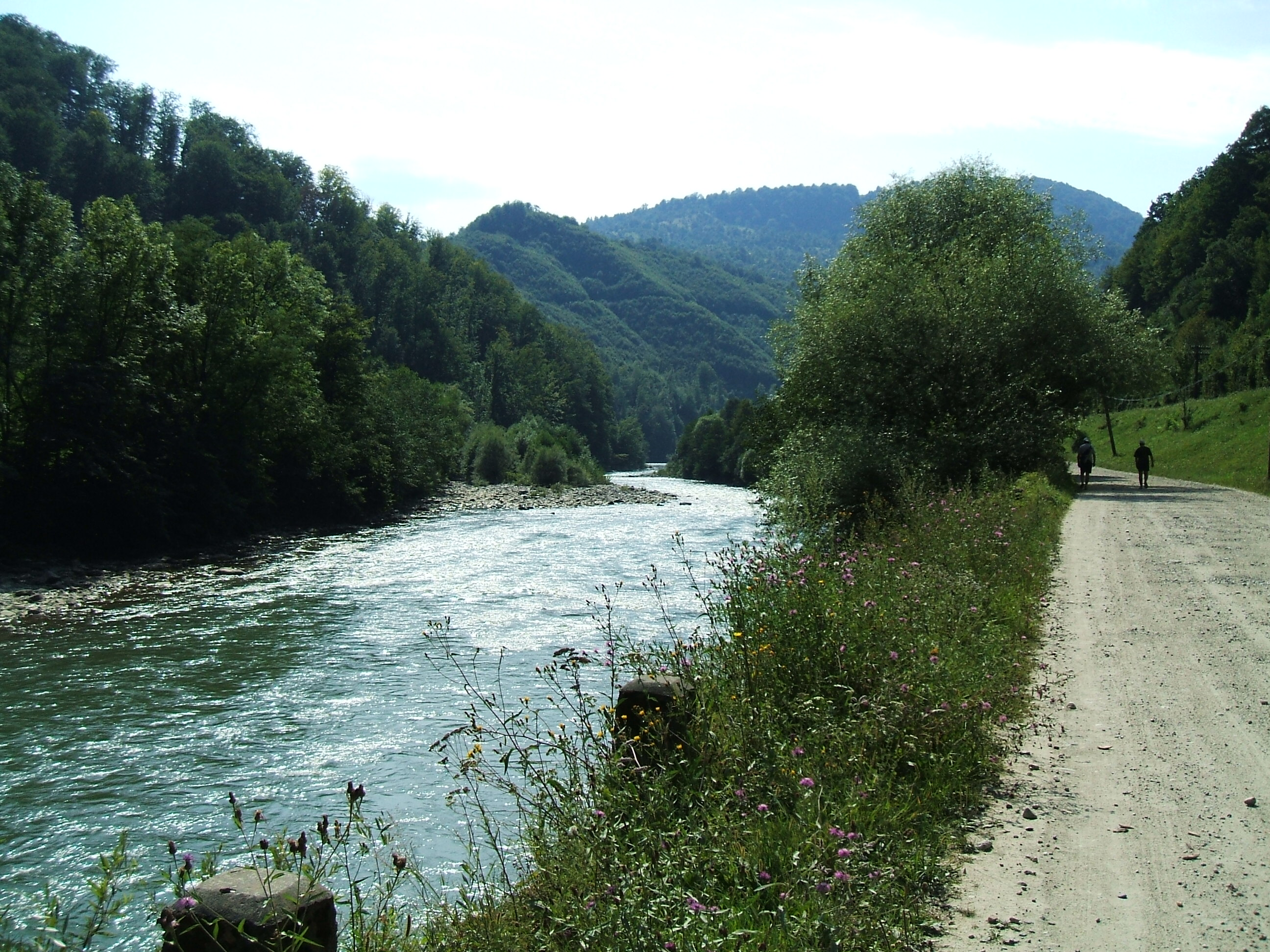
rio Vişeu, Roménia

O rio Vişeu  é um rio na Roménia.